# Сепенес
Се́пенес (латыш. Sepenes ezers, Sepes ezers, Sēpenes ezers) — озеро в Эмбутской волости Южно-Курземского края Латвии. Исток реки Вартая. Относится к бассейну Барты.
Озеро Сепенес находится на высоте 88,1 м над уровнем моря в пределах Западной Курземской возвышенности. Длина озера — 1,2 км, максимальная ширина — 0,82 км. Площадь водной поверхности — 67 га. Наибольшая глубина — 3,5 м, средняя — 1,9 м. Площадь водосборного бассейна озера равняется 29,3 км².